# Corydalis
Genre
Classification APG III (2009)
Corydalis est un genre de plantes à fleurs de la famille des Fumariaceae selon la classification classique, ou de celle des Papaveraceae selon la classification phylogénétique (APGIII). Ce sont des plantes herbacées annuelles ou vivaces.
Les feuilles sont composées, la fleur possède deux lèvres avec un pétale supérieur muni d'un éperon qui lui donne un aspect allongé. Le fruit est une longue gousse.
C'est l'un des genres de « Corydale ».

## Étymologie
Le mot corydale vient du grec ancien κορυδός (korudós) ou κορυδαλλός (korudallós), cette plante présentant un pétale supérieur en forme d'éperon qui ressemble à l'aigrette des alouettes (le mot grec ancien κορυδός signifie alouette huppée). 

## Liste d'espèces
Selon GRIN :
- Corydalis cava (L.) Schweigg. & Körte

Selon NCBI (9 oct. 2011) :
- Corydalis ambigua
- Corydalis bracteata
- Corydalis cashmeriana
- Corydalis darwasica
- Corydalis decumbens
- Corydalis edulis
- Corydalis falconeri
- Corydalis fimbrillifera
- Corydalis flaccida
- Corydalis flavula
- Corydalis flexuosa
- Corydalis gotlandica
- Corydalis henrikii
- Corydalis incisa
- Corydalis intermedia
- Corydalis marschalliana
- Corydalis nariniana
- Corydalis nobilis
- Corydalis ochotensis
- Corydalis ophiocarpa
- Corydalis pallida
- Corydalis popovii
- Corydalis racemosa
- Corydalis ruksansii
- Corydalis rupestris
- Corydalis saxicola
- Corydalis schanginii
- Corydalis sempervirens
- Corydalis solida
- Corydalis taliensis
- Corydalis tauricola
- Corydalis temulifolia
- Corydalis tomentella
- Corydalis uniflora
- Corydalis wilsonii
- Corydalis yanhusuo

Selon ITIS (9 oct. 2011) :
- Corydalis aurea Willd.
- Corydalis caseana Gray
- Corydalis crystallina Engelm.
- Corydalis curvisiliqua Engelm.
- Corydalis flavula (Raf.) DC.
- Corydalis micrantha (Engelm. ex Gray) Gray
- Corydalis pauciflora (Steph.) Pers.
- Corydalis scouleri Hook.
- Corydalis sempervirens (L.) Pers.
- Corydalis solida (L.) Clairv.

## Description
Les feuilles sont composées, la fleur possède deux lèvres avec un pétale supérieur muni d'un éperon qui lui donne un aspect allongé. Le fruit est une gousse.

## Répartition
Principalement dans les régions tempérées de l'hémisphère nord.

## Homonymie
Les Pseudofumaria et les Ceratocapnos ont comme nom de genre vernaculaire Corydale mais ne font pas partie du genre Corydalis : 
- Corydale jaune - Pseudofumaria lutea
- Corydale jaunâtre - Pseudofumaria alba
- Corydale à vrilles - Ceratocapnos claviculata